# День военно-морских сил ИРИ
День военно-морских сил ИРИ (перс. روز نیروی دریایی‎) — иранский праздник, ежегодно отмечающийся 28 ноября (7 азара по иранскому календарю).

## История
28 января 1980 года во время ирано-иракской войны была проведена успешная совместная операция военно-морских и военно-воздушных сил Исламской Республики Иран. Операция получила название «Жемчужина» (перс. عملیات مروارید‎). Данная операция стала ответом на развертывание иракскими вооруженными силами радаров и наблюдательных систем недалеко от нефтедобывающих регионов Аль-Бакр и Хор Аль-Майа.
Иранские технические специалисты подготовили к выполнению задания все военно-воздушные суда, которые были в распоряжении иранских ВВС. 28 ноября иранские F-4 и F-5 атаковали иракские аэродромы в районе Басры. В ходе этой атаки один МиГ-21 иракских ВВС был уничтожен.
29 ноября двум иранским судам «Пайкан» и «Джошан» удалось блокировать порты Аль-Фав и Умм-Каср. В ответ на это иракские ВМС выслали несколько торпедных катеров P-6 и Osa II. В результате битвы «Джошан» был потоплен, однако также было потоплено два иракских корабля Osa II. Оставшиеся три судна атаковали «Пайкан». Экипаж запросил авиационную поддержку у ВВС Ирана, и на подмогу было выслано две единицы F-4.
К моменту их прибытия «Пайкан» был потоплен. Однако самолетам удалось уничтожить оставшиеся иракские корабли.
Данная операция завершилась удачно для иранской стороны: радиолокационные установки Ирака были уничтожены, что позволило ВВС Ирана в дальнейшем атаковать юг Ирака.

## Вооружение ВМС Ирана в настоящее время
На данный момент на вооружение ВМС Ирана стоит примерно 18 тыс. судов, среди которых:
- 3 подводных лодки класса «Палтус» производства России;
- 1 подводная лодка класса «Бисат». Данный класс подводных лодок ранее был известен под названием «Каем»;
- 2 подводных лодки класса «Фатех»;
- 1 подводная лодка класса «Наханг»;
- 21 подводная лодка класса «Кадир»;
- 4 подводных лодки класса Yugo производства КНДР;
- 5 подводных лодок класса Al-Sabehat 15 SDV;
- 3 фрегата класса «Алванд»;
- 2 фрегата класса «Модже» (кроме того, 5-7 кораблей данного класса на данный момент находятся на этапе строительства);
- 2 корвета класса Bayandor производства США;
- 1 корвет класса «Хамзе»;
- 10 ракетных катеров класса Houdong производства КНР;
- 10 ракетных катеров класса Kaman производства Франции;
- 4 ракетных катеров класса «Сина».
- Также на вооружении ВМС ИРИ стоит 28 кораблей поддержки, 26 десантных кораблей, 5 кораблей-миноукладчиков, 5 минных тральщиков.